# Valea Mică (Fehér megye)
Valea Mică falu Romániában, Erdélyben, Fehér megyében.

## Fekvése
Ompolykövesd (Pătrângeni) mellett fekvő település.

## Története
Valea Mică korábban Ompolykövesd része volt. 1956 körül vált külön 556 lakossal.
1966-ban 563 lakosából 559 román, 4 cigány volt. 1977-ben 531 lakosából 529 román, 2 cigány, 1992-ben 517 lakosából 512 román, 1 magyar, 4 cigány volt. A 2002-es népszámláláskor pedig 457 román lakosa volt.

## Források

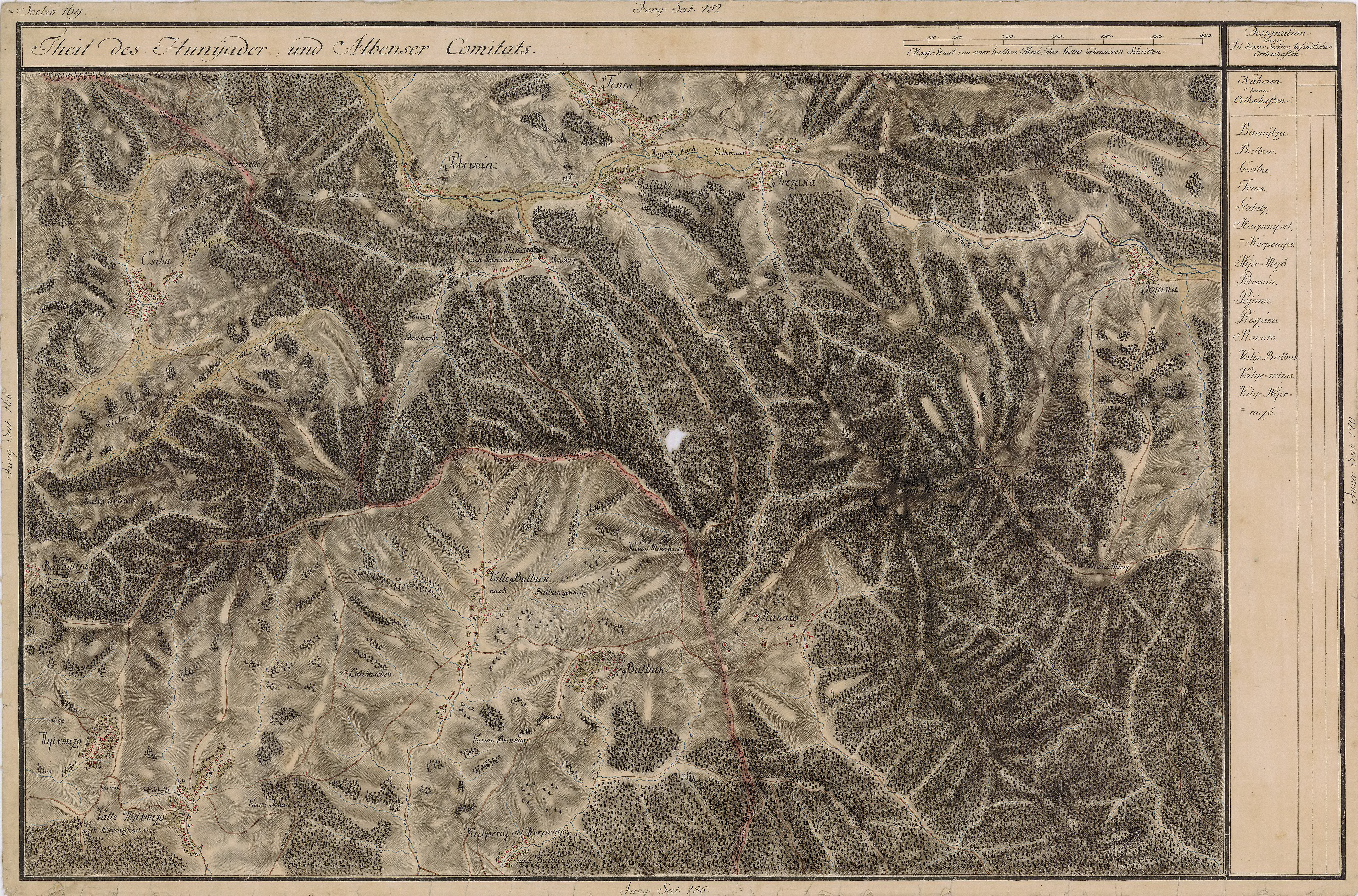
Valea Mică egy régi térképen